# Toppskräling
Toppskräling (Phaeocollybia christinae) är en svampart som tillhör divisionen basidiesvampar, och som först beskrevs av Elias Fries, och fick sitt nu gällande namn av Roger Heim. Toppskräling ingår i släktet Phaeocollybia, och familjen buktryfflar. Arten är reproducerande i Sverige.

## Bildgalleri

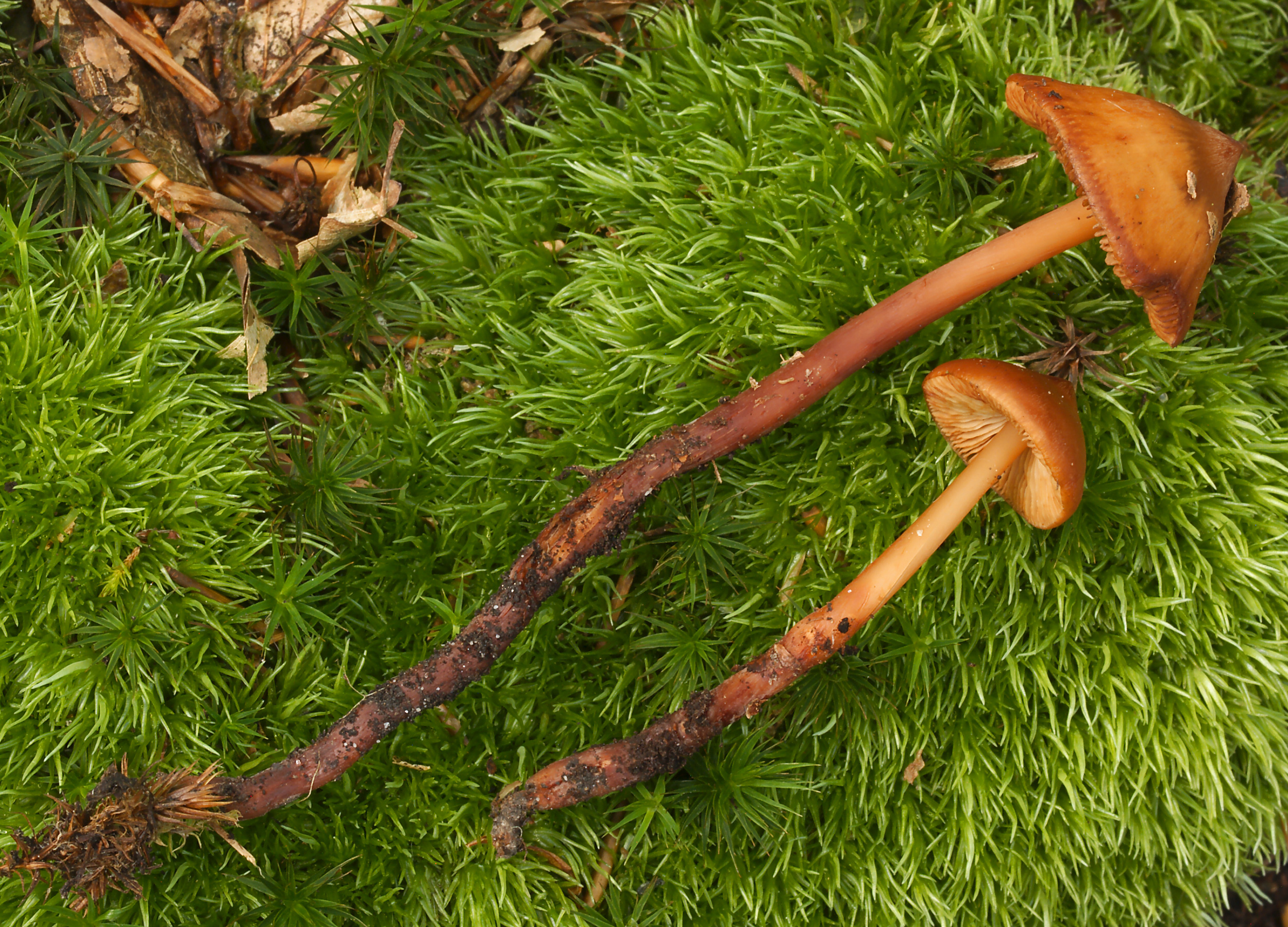